# کوزلادا
کوزلادا (به اسپانیایی: Coslada) یک شهر در اسپانیا است که در مادرید واقع شده‌است.

## خصوصیات
کوزلادا ۱۲ کیلومترمربع مساحت و ۹۱٬۸۶۱ نفر جمعیت دارد و ۶۲۱ متر بالاتر از سطح دریا واقع شده‌است.

## خواهرخوانده
شهرهای اورادئا، سن خوزه ده لاس لاخاس و جنین خواهرخوانده‌های کوزلادا هستند.